# Luise Charlotte zu Mecklenburg

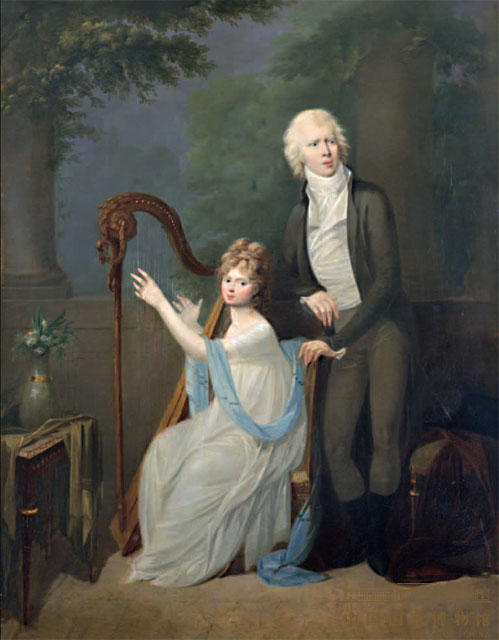
Louise Charlotte von Mecklenburg mit ihrem Ehemann August von Sachsen-Gotha-Altenburg, ca. 1797 bis 1800, Ölgemälde von Alexandre Molinari, Galerie Neue Meister, Dresden

Luise Charlotte, Herzogin zu Mecklenburg [-Schwerin] (* 19. November 1779 in Schwerin; † 4. Januar 1801 in Gotha) war durch Heirat Erbherzogin von Sachsen-Gotha-Altenburg.
Luise Charlotte war die älteste Tochter von Herzog Friedrich Franz I. von Mecklenburg, dem späteren ersten Großherzog von Mecklenburg im Landesteil Mecklenburg-Schwerin. Ihre Mutter war Luise, eine geborene Prinzessin von Sachsen-Gotha-Altenburg.
Zunächst 1795 kurzzeitig verlobt mit dem schwedischen König Gustav IV. Adolf, heiratete sie 1797 Erbherzog August von Sachsen-Gotha-Altenburg. Da ihre Mutter aus der gleichen Familie wie ihr Ehemann stammte, hatte sie mit diesem gemeinsame Urgroßeltern in Herzog Friedrich II. von Sachsen-Gotha-Altenburg und dessen Gemahlin.
Luise Charlotte starb, bevor ihr Ehemann 1804 den herzoglichen Thron in Sachsen-Gotha-Altenburg bestieg. Sie hatte mit diesem eine Tochter Luise von Sachsen-Gotha-Altenburg (1800–1831), die später Herzog Ernst I. von Sachsen-Coburg-Saalfeld heiratete.